# Bourdon (Somme)
Bourdon é uma comuna francesa na região administrativa de Altos da França, no departamento de Somme. Estende-se por uma área de 6,97 km². Em 2010 a comuna tinha 382 habitantes (densidade: 54,8 hab./km²).